# Project CARS 2
Project CARS 2 è un videogioco simulatore di guida sviluppato da Slightly Mad Studios, pubblicato e distribuito da Bandai Namco Entertainment. È stato commercializzato in tutto il mondo il 22 settembre 2017 per Microsoft Windows, PlayStation 4 e Xbox One.
Il 22 settembre 2022 è stato rimosso dalla vendita a causa della scadenza delle licenze delle auto presenti nel gioco.

## Modalità di gioco
Il videogioco è un simulatore di guida che comprende 180 autovetture di svariate categorie, ed è giocabile anche con visori per la realtà virtuale.

## Sviluppo
Dopo il successo di Project CARS, il 23 giugno 2015 sono iniziati i finanziamenti per Project CARS 2. World of Mass Development e Slightly Mad Studios hanno aperto le donazioni attraverso il "forum ufficiale di Project CARS 2". I membri del forum e i visitatori che sceglievano di donare avevano la possibilità di utilizzare l'iscrizione attraverso i forum. In cambio, i donatori potrebbero avere accesso alle build di sviluppo ed esprimere pensieri, opinioni e suggerimenti fondamentali per il progresso del gioco.
L'8 febbraio 2017, Project CARS 2 è stato annunciato ufficialmente come gioco in uscita alla fine del 2017. Slightly Mad Studios ha presto rivelato che il gioco sarebbe composto da 182 auto di 38 produttori e una varietà di classi di auto e auto da corsa, nuove aggiunte tra cui Honda Civic, Jaguar XJ220, Toyota GT-86 e Nissan R89C. Il gioco ha anche un elenco di piste più ampio, con 46 piste (contenenti 121 layout), la maggior parte sono circuiti scansionati al laser e nuove aggiunte tra cui Fuji Speedway, Knockhill, Long Beach e la pista di rallycross Dirtfish.

## Accoglienza
| Testata                         | Versione | Giudizio |
| ------------------------------- | -------- | -------- |
| Metacritic (media al 30-5-2020) | PC       | 84/100   |
| Metacritic (media al 30-5-2020) | PS4      | 82/100   |
| Metacritic (media al 30-5-2020) | XONE     | 84/100   |
| Edge                            | -        | 8/10     |
| Electronic Gaming Monthly       | -        | 6/10     |
| Eurogamer                       | PS4      | 8/10     |
| Game Informer                   | -        | 7.75/10  |
| GameSpot                        | -        | 7/10     |
| IGN                             | -        | 9.2/10   |
| PC Gamer                        | -        | 89/100   |
| Hobby Consolas                  | PS4      | 9/10     |

Project CARS 2 ha ricevuto recensioni "generalmente favorevoli" dalla critica, secondo l'aggregatore di recensioni Metacritic.
"Project Cars 2 può fare molte cose eccezionalmente bene, ma è difficile guardare oltre la montagna di gaffe che si accumulano rapidamente dentro e fuori dalla pista. Le corse, dopo tutto, riguardano i risultati, non il potenziale." è stata la conclusione di Josh Harmon su Electronic Gaming Monthly con un punteggio di 6/10.
Matthew Kato di Game Informer ha assegnato al gioco un punteggio di 7,75/10 affermando che "Con tutte le sue opzioni di personalizzazione, le esigenze di corsa e le numerose configurazioni di tracciati (oltre 140 in oltre 60 località), Project Cars 2 ha molto in cui immergersi. Tuttavia, è più di una semplice manciata di contenuti: è un titolo che premia i giocatori per aver esplorato tutti i suoi angoli e fessure. Potrebbe comunque essere utile una bella mano di smalto, ma ha un fascino e un'audacia che spesso mancano nel sottotitolo -genere."